# Michael Rösch
Pour les articles homonymes, voir Rösch.
Michael Rösch, né le 4 mai 1983 à Pirna en Allemagne de l'Est, est un biathlète belgo-allemand représentant la Belgique depuis 2014. Il est champion olympique de relais en 2006 avec l'Allemagne.

## Carrière
Jusqu'en 2004, il s'illustre dans les catégories d'âge inférieures en remportant notamment quatre titres lors des Championnats du monde jeunes et juniors entre 2001 et 2004 (trois en relais masculin, un en sprint).
Il fait ses débuts en Coupe du monde durant la saison 2003-2004, marquant ses premiers points sur sa troisième course avec une sixième place au sprint de Fort Kent.
En 2006, il est médaillé d'or en relais aux Jeux olympiques de Turin avec Ricco Groß, Sven Fischer et Michael Greis. Il est aussi dixième de la mass start. C'est également durant le même hiver qu'il est monté pour la première fois sur un podium de Coupe du monde, avec une troisième place à Osrblie. S'ensuit une victoire lors de la poursuite de Ruhpolding, ce qui lui vaut un rang de cinquième mondial en fin de saison. En 2007, 2008 et 2009, il remporte à chaque fois la médaille de bronze aux championnats du monde avec le relais allemand.
En 2013, il est naturalisé belge. Il commence à courir sous ses nouvelles couleurs en mars 2014.
Il participe aux championnats du monde de 2015, 2016 et 2017. Lors de la saison 2016-2017, il parvient à retrouver un niveau honorable, signant notamment deux sixièmes places en poursuite et un autre top 10, et termine l'hiver au trente-troisième rang du classement général de la Coupe du monde.
En 2018, il prend part aux Jeux olympiques de Pyeongchang sous le drapeau de la Belgique, douze ans après sa dernière participation où il avait remporté une médaille pour l'Allemagne. Il se classe 38e du sprint, 23e de la poursuite et 75e de l'individuel.
En janvier 2019, il participe aux deux étapes allemandes de la saison et annonce la fin de sa carrière sportive avant de prendre part à un ultime relais de Coupe du monde en février à Canmore.
Il est le fils du biathlète Eberhard Rösch.

## Palmarès

### Jeux olympiques
| Nat.      | Épreuve / Édition                | Individuel | Sprint | Poursuite | Départ en masse | Relais                         | Relais mixte |
| Allemagne | Jeux olympiques 2006 Turin       | 42e        | —      | —         | 10e             | Médaille d'or, Jeux olympiques | —            |
| Belgique  | Jeux olympiques 2018 Pyeongchang | 75e        | 38e    | 23e       | —               | —                              | —            |

Légende :

 : première place, médaille d'or

 : deuxième place, médaille d'argent

 : troisième place, médaille de bronze

— : Il n'a pas participé à cette épreuve

### Championnats du monde
| Nat.      | Mondiaux \ Épreuve   | Individuel | Sprint   | Poursuite | Départ en masse | Relais                    | Relais mixte |
| Allemagne | 2005 Khanty-Mansiïsk | —          | —        | —         | —               | —                         | 17e          |
| Allemagne | 2006 Pokljuka        | JO Turin   | JO Turin | JO Turin  | JO Turin        | JO Turin                  | 4e           |
| Allemagne | 2007 Antholz         | —          | 18e      | 10e       | 23e             | Médaille de bronze, monde | —            |
| Allemagne | 2008 Östersund       | 25e        | 5e       | 7e        | 28e             | Médaille de bronze, monde | —            |
| Allemagne | 2009 Pyeongchang     | 18e        | 14e      | 9e        | 5e              | Médaille de bronze, monde | —            |
| Belgique  | 2015 Kontiolahti     | 13e        | 21e      | 23e       | 26e             | —                         | —            |
| Belgique  | 2016 Holmenkollen    | 45e        | 80e      | —         | —               | 25e                       | —            |
| Belgique  | 2017 Hochfilzen      | 55e        | 51e      | 31e       | —               | —                         | —            |

Légende :

 : première place, médaille d'or

 : deuxième place, médaille d'argent

 : troisième place, médaille de bronze

 : épreuve inexistante à cette date

— : Il n'a pas participé à cette épreuve

- En raison des Jeux olympiques de Turin, la seule épreuve disputée aux Mondiaux de Pokljuka 2006 est le relais mixte, épreuve qui ne figure pas au programme des Jeux olympiques.

### Coupe du monde
- Meilleur classement général : 5e en 2006.
- 9 podiums individuels : 2 victoires, 5 deuxièmes places et 2 troisièmes places.
- 17 podiums en relais, dont 2 victoires.

#### Classements en Coupe du monde
| Nat.      | Saison    | Classement général final | Individuel | Sprint | Poursuite | Mass start |
|           | 2003-2004 | 51e                      |            | 44e    | 57e       |            |
| 2004-2005 | 49e       | nc                       | 44e        | 43e    | 50e       |            |
| 2005-2006 | 5e        | 9e                       | 8e         | 5e     | 12e       |            |
| 2006-2007 | 11e       | 16e                      | 7e         | 14e    | 9e        |            |
| 2007-2008 | 11e       | 17e                      | 11e        | 7e     | 17e       |            |
| 2008-2009 | 16e       | 19e                      | 19e        | 15e    | 11e       |            |
| 2009-2010 | 76e       | 82e                      | 69e        | 82e    |           |            |
|           |           |                          |            |        |           |            |
| 2011-2012 | 50e       |                          | 51e        | 55e    | 36e       |            |
|           |           |                          |            |        |           |            |
|           | 2014-2015 | 50e                      | 29e        | 55e    | 49e       | 47e        |
| 2015-2016 | nc        | nc                       | nc         |        |           |            |
| 2016-2017 | 33e       | nc                       | 39e        | 24e    | 34e       |            |
| 2017-2018 | 63e       | nc                       | 71e        | 52e    |           |            |
| 2018-2019 | nc        | nc                       | nc         | nc     |           |            |

#### Détail des victoires
| Nat.      | Saison / Épreuve | Individuel      | Sprint | Poursuite  | Départ en masse | Total |
|           | 2005-2006        | -               | -      | Ruhpolding | -               | 1     |
| 2006-2007 | -                | Khanty-Mansiïsk | -      | -          | 1               |       |
| Total     | 0                | 1               | 1      | 0          | 2               |       |

### Championnats du monde junior
- Médaille d'or en relais en 2001, 2002 et 2004.
- Médaille d'or du sprint en 2003.
- Médaille d'argent de l'individuel en 2002.
- Médaille d'argent du relais en 2003.
- Médaille d'argent du sprint en 2004.
- Médaille d'argent de la poursuite en 2004.

### Championnats d'Europe junior
- Médaille d'or de la poursuite en 2002.
- Médaille d'or du relais en 2004.
- Médaille d'argent du sprint en 2002.
- Médaille d'argent du relais en 2002.

### Championnats du monde de biathlon d'été
- Médaille d'or de la poursuite en 2014.
- Médaille d'argent du sprint en 2009 et 2014.